# Дарлервен
Дарлервен (нід. Daarlerveen) — село в нідерландській провінції Оверейсел. Входить до муніципалітету Геллендорн.
Його площа становить 4,09 км², а населення станом на 2021 рік складало 420 осіб.

## Галерея

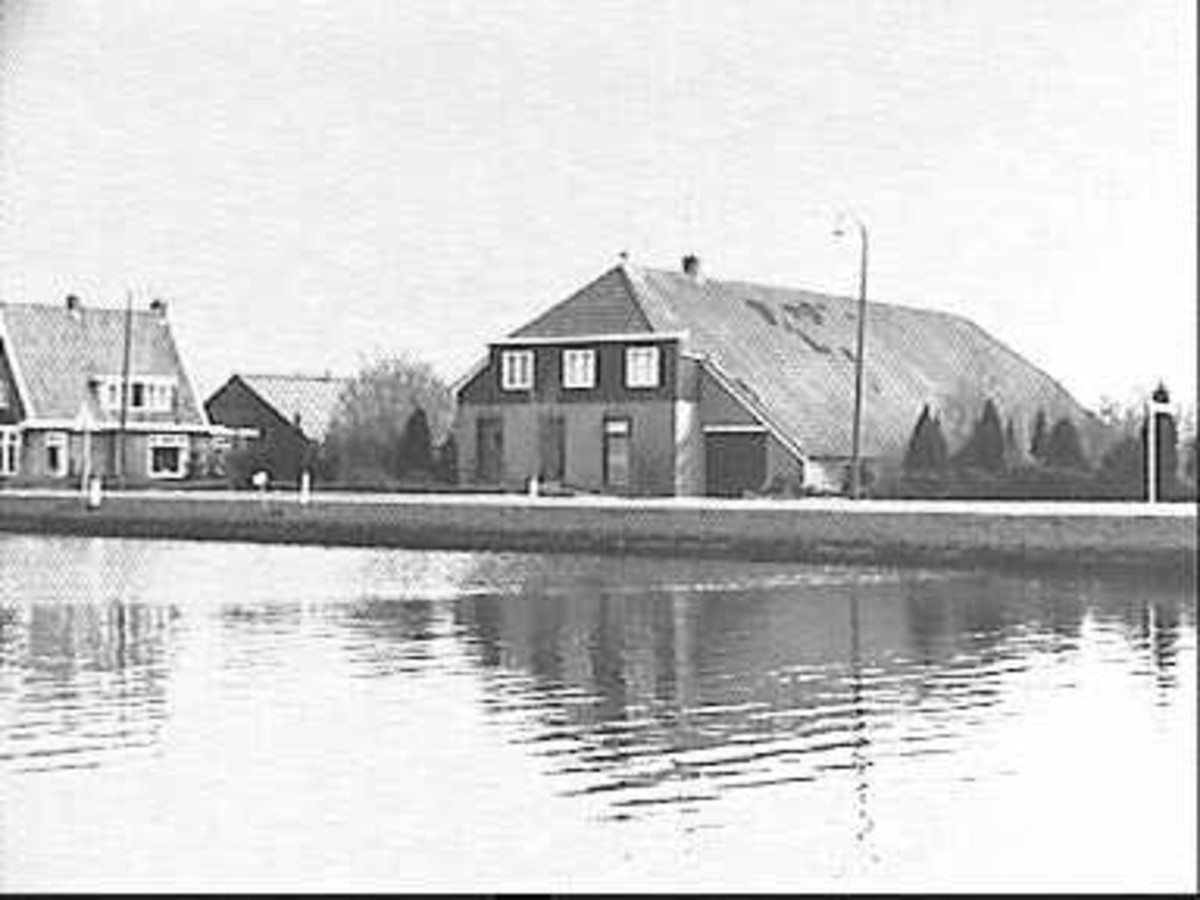
Ферма у Дарлервені
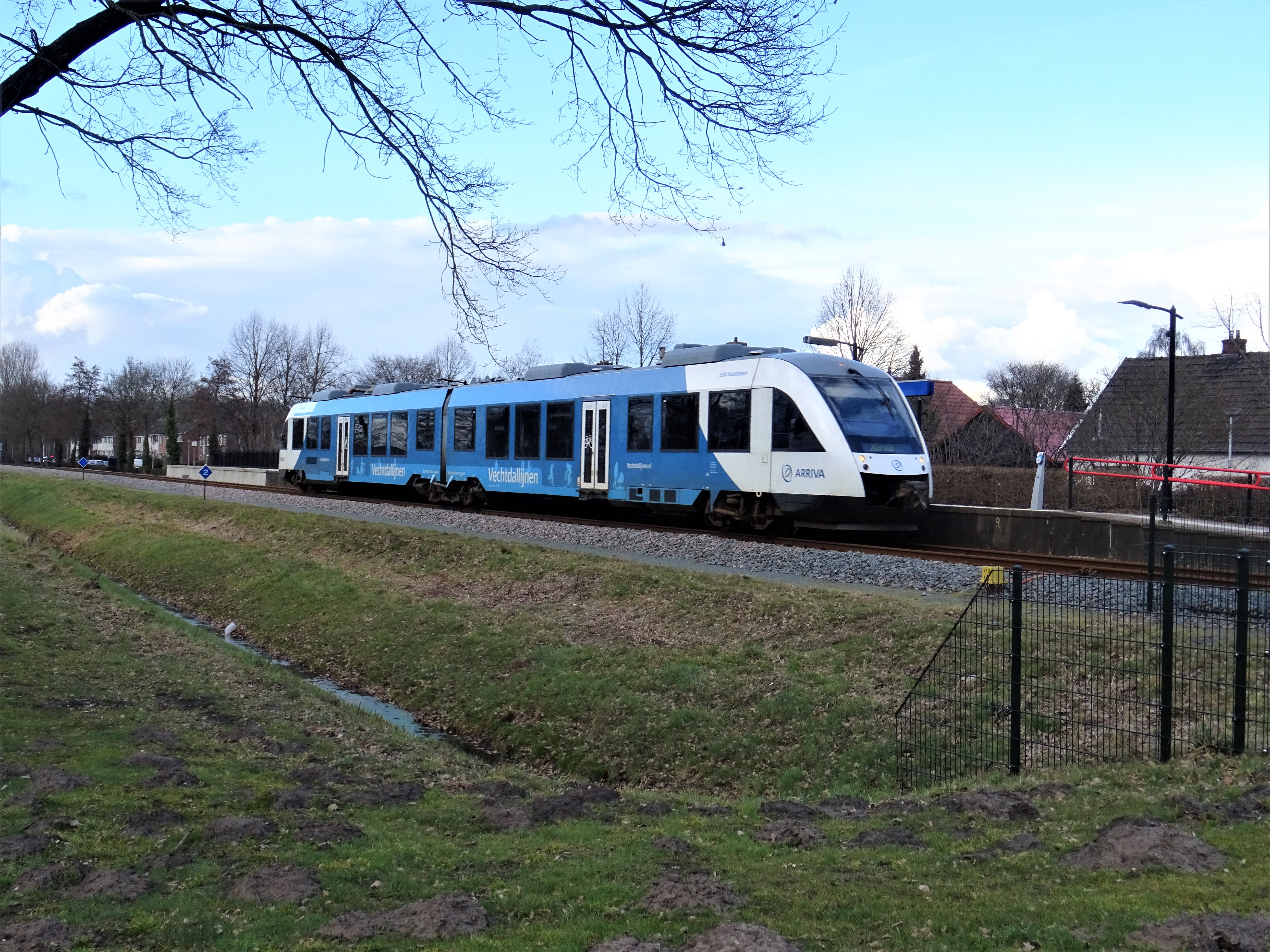
Залізнична станція